# Stor blåklocka
Stor blåklocka (Campanula persicifolia L.) är en flerårig ört i familjen klockväxter.

## Beskrivning
Den stora blåklockan kan bli mellan 60 och 100 cm hög. Dess klockliknande, vanligen blå blommor, kan bli 3,5 centimeter långa och sitter i glesa klasar på upprätta stjälkar. Blomningen inträffar under högsommaren.
Stjälkarna är många och utgår från en krypande jordstam. Bladen är smala och lansettformade. Stor blåklocka saknar den bladrosett nära marken som finns hos släktingen liten blåklocka.
Pistillens märken kan bli över 1 cm långa.
Fröet har tre rum, och i vardera rummet finns en lucka som öppnar sig såsom på ett gångjärn och släpper ut fröet när det mognat.
Kromosomtal 2n = 16.

## Habitat
Stor blåklocka förekommer i Europa, österut till Turkiet och Uralbergen i Ryssland, utom i trakterna närmast Medelhavet, Island och Färöarna. Den finns även på några platser i västra Sibirien och Centralasien.
I Sverige är den allmän från Skåne och norrut till Uppland, men kan även sällsynt hittas hela vägen upp till Ångermanland.

### Utbredningskartor
- Norden
- Norra halvklotet

Platser markerade med "o" avser adventivväxt, d v s lokaler där stor blåklocka förekommit tillfälligt.

## Biotop
Lövängar, sluttningar, skogsbryn och andra öppna platser.
Gynnas av lerig och gärna något kalkhaltig, näringsrik mark.

## Användning
Stor blåklocka uppskattas för sitt dekorativa utseende och förekommer som odlad prydnadsväxt i trädgårdar. Den finns som odlad i många olika former, till exempel med vita eller dubbla blommor. Blåklockorna odlades förr vid klostren. Rötter och blad åts i sallader och stuvningar och av bladsaften bereddes ett blått bläck. Tillsatte man alun blev det grönt

## Etymologi
- Släktnamnet härleds från latin campana = klocka.
- Artepitet härleds från latin persicum = persika och folium = blad. Persicifolia ska sålunda tolkas som persikobladig med syftning på att utseendet på stor blåklockas blad liknar persikoblad.

## Bygdemål
| Namn           | Trakt         | Förklaring       |
| -------------- | ------------- | ---------------- |
|                |               |                  |
| Stoore klockor |               |                  |
| Storklocka     |               |                  |
| Syssla         | Kalmar län    |                  |
| Björnbjälla    | Svenskfinland | Bjälla = Bjällra |
| Prästklocka    | Svenskfinland |                  |

## Bilder

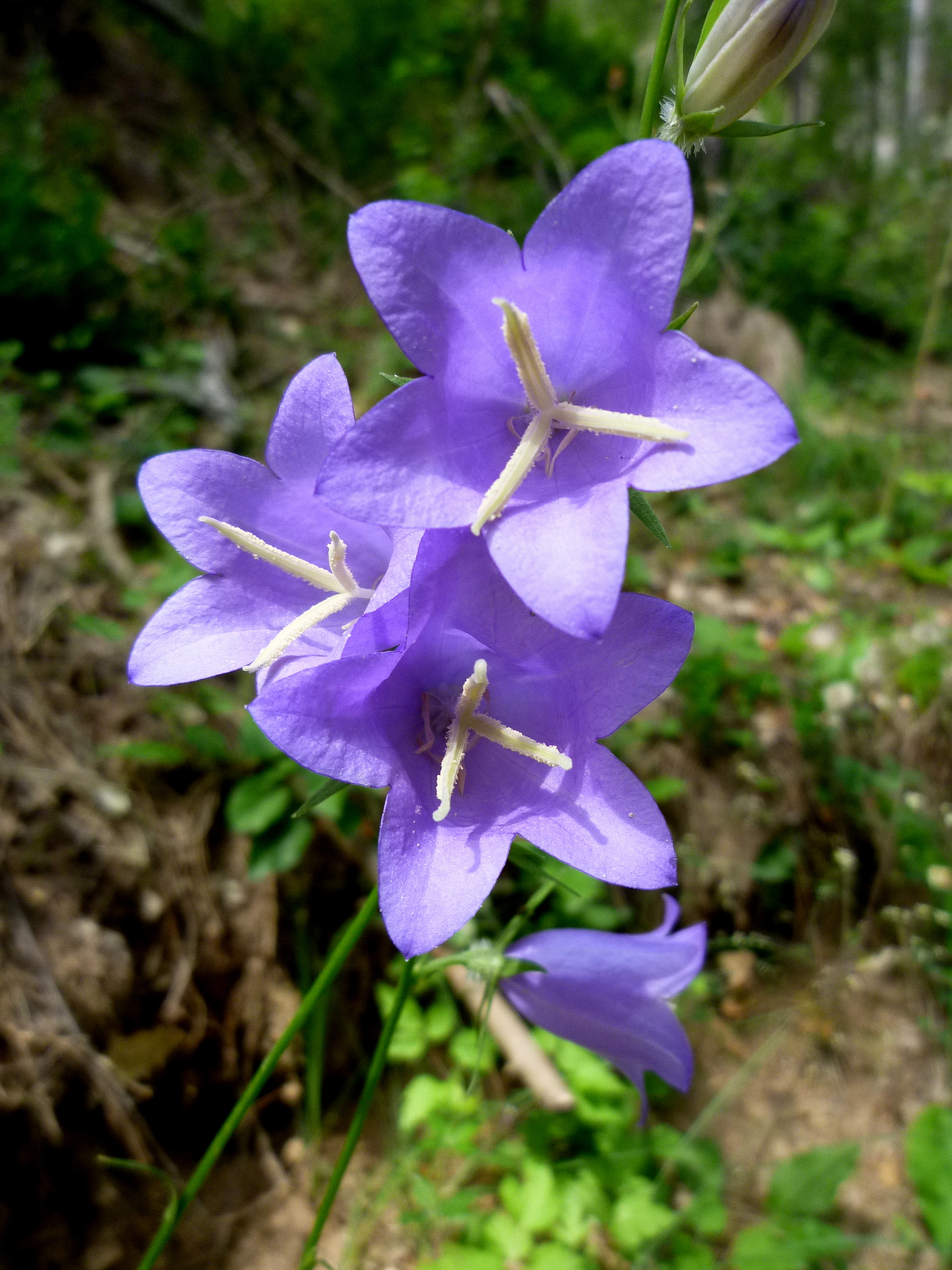
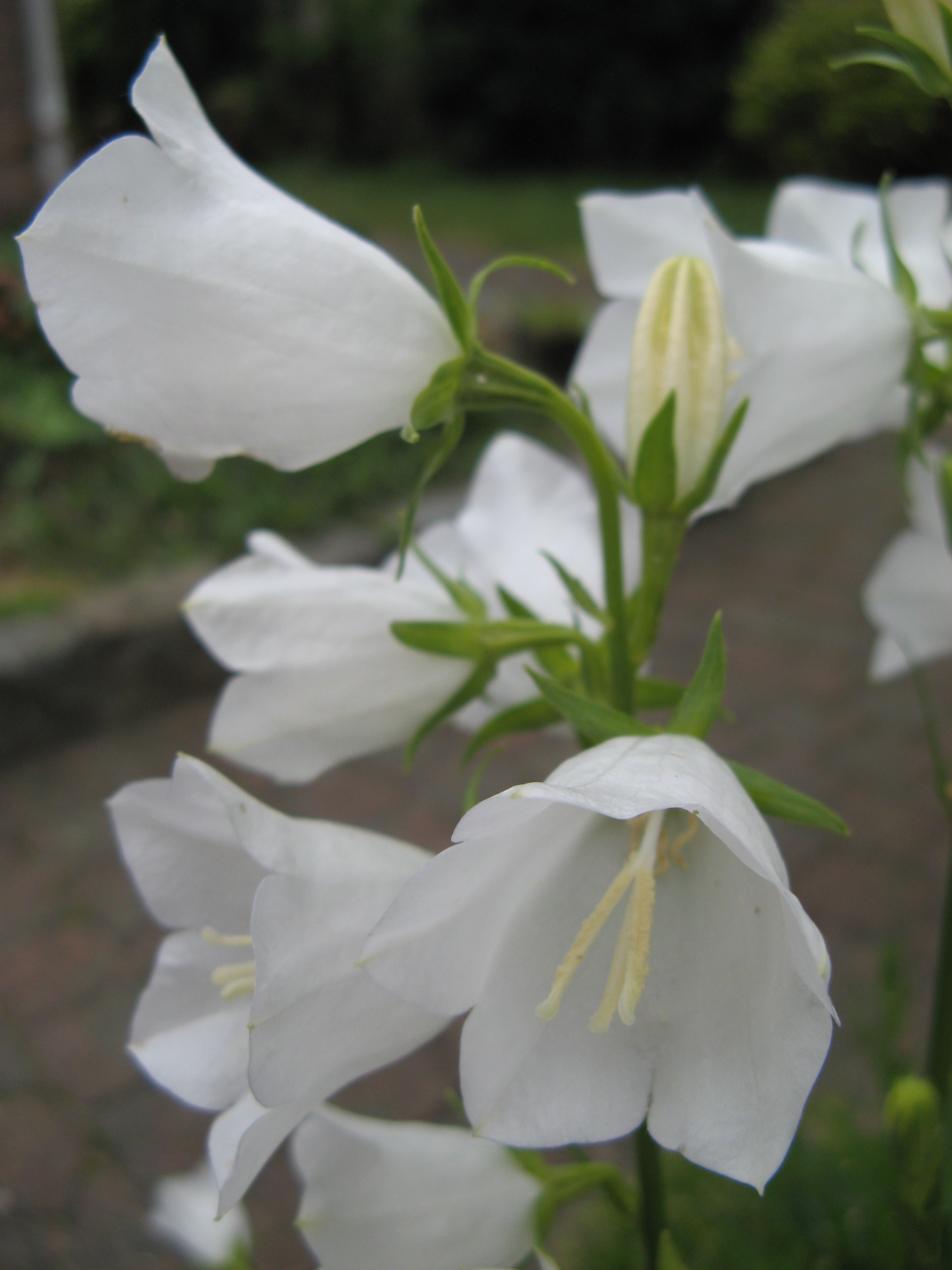
Variant Campanula persikofolia alba (Alba är latin för vit)
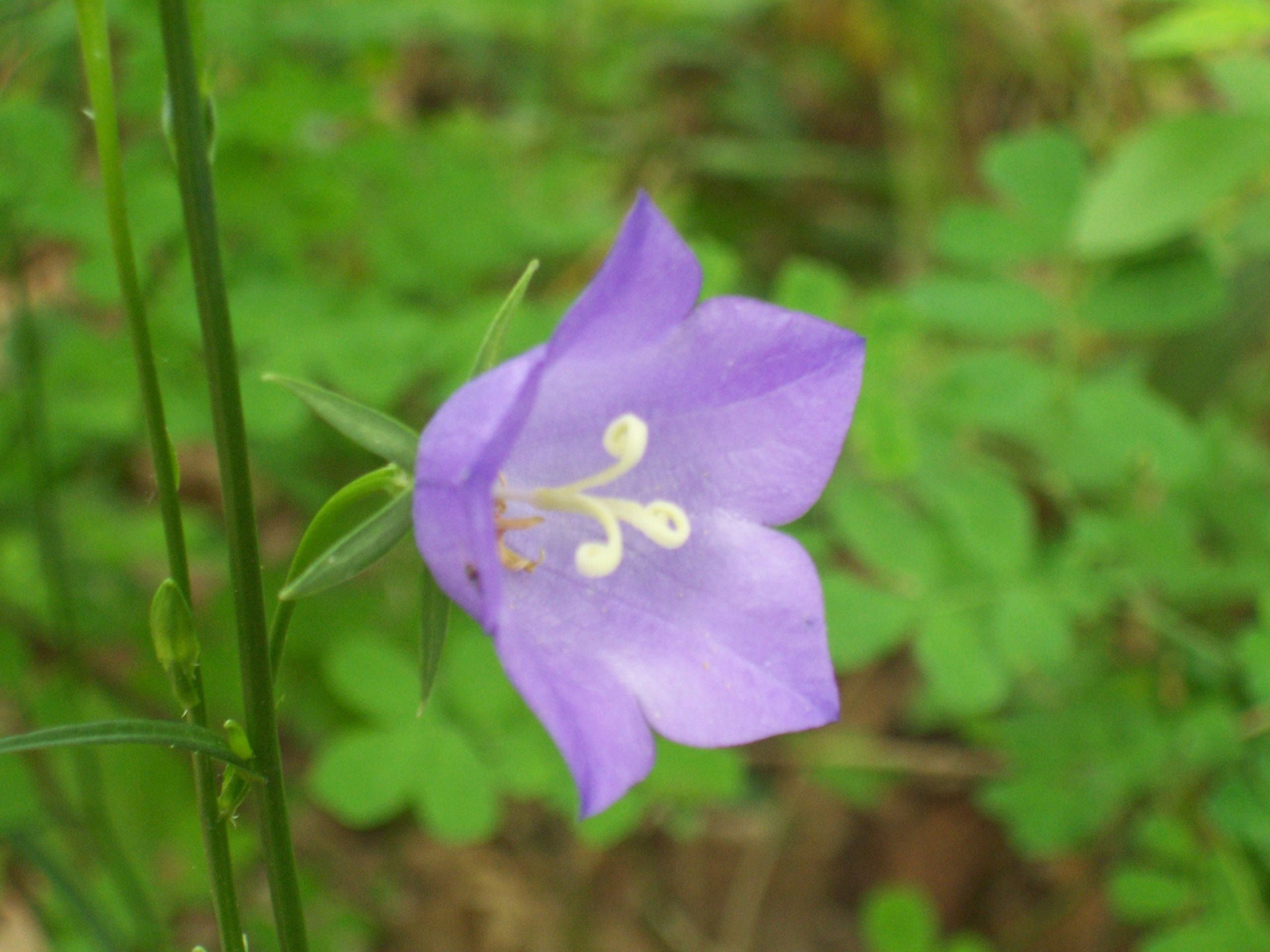
Pistillen har tre märken, vilket medför att tre rum bildas i fröhuset med 1 frö i vardera rummet
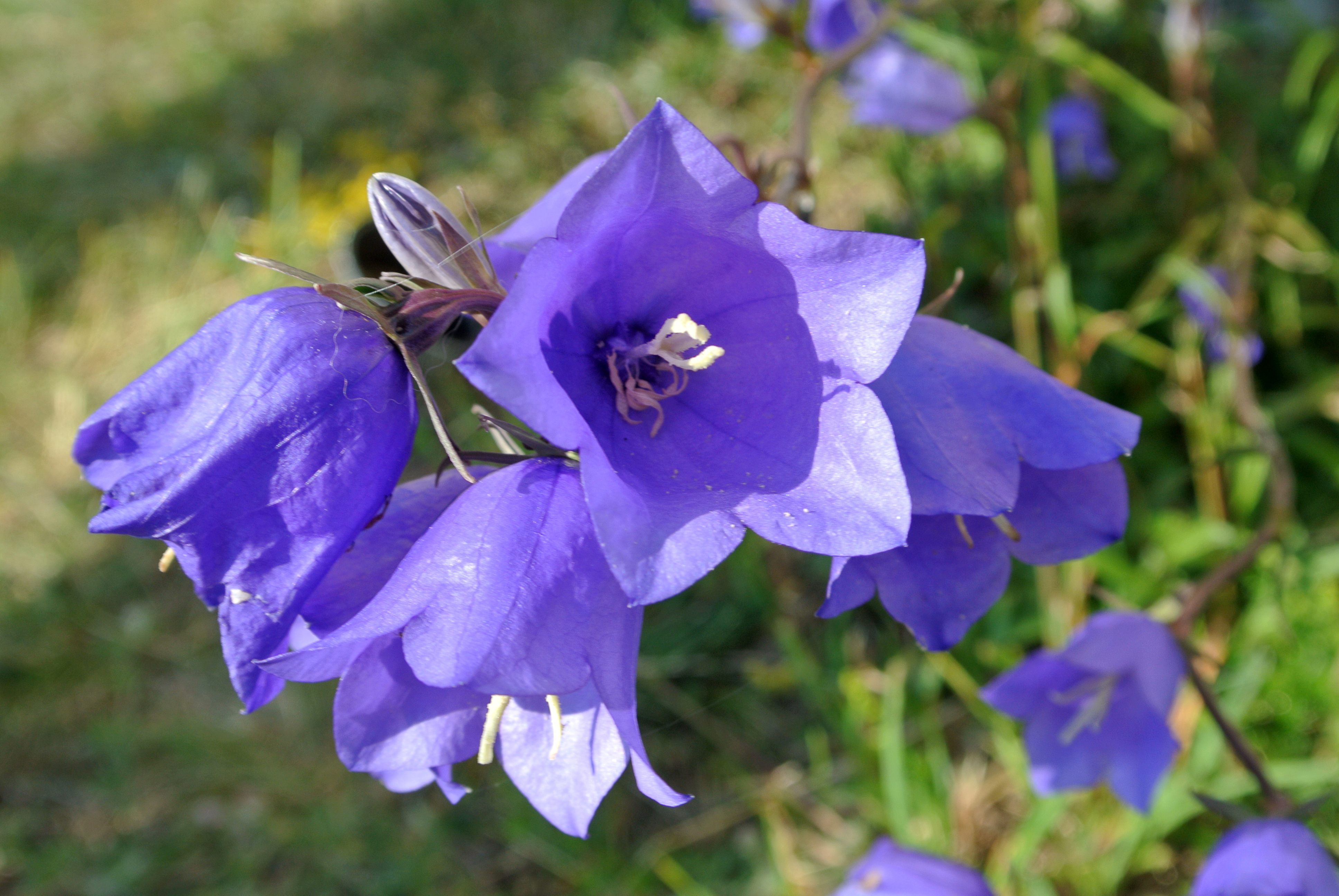
Stor blåklocka, odlad form
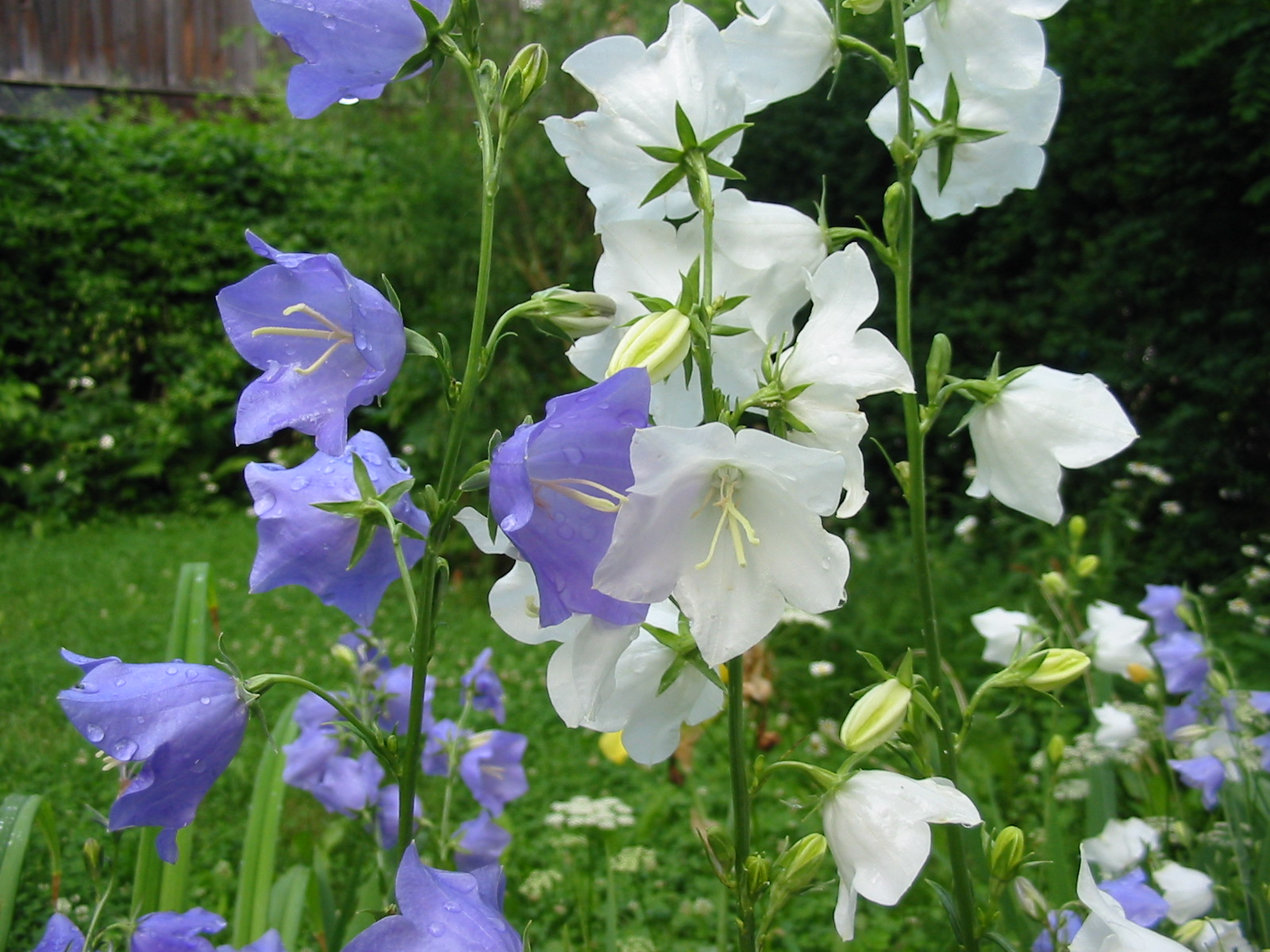
Blå och vit form, odlad